# Siljan (plaats)
Siljan is een plaats in de Noorse gemeente Siljan (gemeente), provincie Telemark. Siljan telt 882 inwoners (2007) en heeft een oppervlakte van 0,86 km².